# Metronomy
Metronomy er en engelsk electronica-gruppe. I 2008 udsendte gruppen deres andet album Nights Out.
Metronomy er også anerkendte remixere og har arbejdet med navne som Roots Manuva, Franz Ferdinand, The Klaxons, The Young Knives, Zero 7, Ladytron, Kate Nash, Late of the Pier og svenske Lykke Li og har indtil udgivelsen af "Nights Out" kun udgivet elektronisk, instrumental musik
Gruppen debuterede i 2006 med albummet "Pip Paine (Pay The £5000 You Owe)".